# Aníbal Mattos
Aníbal Pinto de Mattos (Vassouras, 26 de outubro de 1886 - Belo Horizonte, 26 de junho de 1969) foi um pintor, professor, crítico e curador de artes, além de escritor, teatrólogo, historiador e promotor cultural. Além disso, se interessava pela arqueologia e paleontologia, tendo explorado e coletado material arqueológico e fóssil em inúmeras grutas na região de Lagoa Santa, Confins, Lapinha e da Serra do Cipó. Atuou em diferentes sociedades artísticas, científicas, culturais e esportivas em Minas Gerais.

## História
Provinha de uma família tradicionalmente ligada às Artes Plásticas. Dois de seus irmãos também se tornaram artistas reconhecidos, dentre eles Antonino Pinto de Mattos, escultor e autor do monumento Heróis da Laguna na praia Vermelha, Urca, Rio de Janeiro e pai da pintora Marie Louise Mattos. Outro irmão, Adalberto Mattos, foi gravador de medalhas, formado na Escola Nacional de Belas Artes, professor do Liceu de Artes e Ofícios e de outras escolas técnicas, além de crítico de arte em diversas revistas.
Mais tarde, casou-se com a sabaraense Maria Esther d'Almeida e dois de seus oito filhos – Haroldo Mattos e Maria Esther Mattos – bem como dois dos seus bisnetos – Raquel Versieux e Leonardo Versieux – desenvolveram carreiras artísticas. Haroldo Mattos  foi um pintor modernista e professor de desenho da Escola de Belas Artes da UFMG. Na década de 1930, atuou como professor na Escola Normal Modelo que, em 28 de fevereiro de 1946, passou a chamar-se Instituto de Educação de Minas Gerais por meio do decreto 1.666.
Aníbal Mattos estudou na Escola Nacional de Belas Artes do Rio de Janeiro, e lá teve como professores João Batista da Costa, João Zeferino da Costa e Daniel Bérard. Em 1917, se transferiu para Belo Horizonte por conta de um convite de Bias Fortes. Durante as décadas seguintes, dominou com sua personalidade produtiva e inquieta o pacato cenário das artes mineiras. Por ter uma sólida formação em arte acadêmica, via com cautela os avanços do Modernismo em Minas Gerais. Fernando Pedro Silva atribui boa parte do ambiente conservador da Belo Horizonte da época à sua atuação conservadora tanto como crítico e quanto como professor. Porém, o impacto e importância de Mattos como grande promotor cultural vem sendo reavaliado em novas pesquisas desse mesmo autor.
Suas pinturas se concentravam no ambiente do interior, retratando, principalmente, paisagens típicas do cenário rural ou ambiente natural, sendo grande parte delas pintadas ao vivo, ao ar livre, durante diferentes viagens em busca por paisagens nas redondezas de Belo Horizonte. Também são frequentes as cenas marinhas e, mais raramente, a figura humana.
É patrono da cadeira de número 96 do Instituto Histórico e Geográfico de Minas Gerais, do qual foi presidente entre os anos de 1939-1943.
No campo da paleontologia, Mattos estudou as grutas da região de Lagoa Santa, dedicando-se à escavação de sítios arqueológicos e escrevendo a obra muito citada A raça de Lagoa Santa. Como membro da Academia de Ciências de Minas Gerais juntou-se ao grupo liderado por Harold Walter, Arnaldo Cathoud, Josaphat Penna, e escavou sítios na região entre 1930 e 1960. Um grande número de esqueletos humanos foi obtido de suas intervenções arqueológicas, que foram curados na década de 1990 no Laboratório de Estudos Evolutivos e Ecológicos Humanos da Universidade de São Paulo (LEEEH-USP), sendo depois depositados no Museu de História Natural e Jardim Botânico da Universidade Federal de Minas Gerais, que foi atingido por grave incêndio em 2020. A incorporação de material coletado por Mattos ao Setor de Arqueologia do referido Museu da UFMG foi conduzida com descaso e grande parte do material mal acondicionado provavelmente se perdeu. Aníbal Mattos foi responsável pela primeira grande síntese brasileira dos estudos na região de Lagoa Santa, colocando-a no contexto da ocupação do continente, graças ao seu livro "A raça de Lagoa Santa" Ainda escreveu uma biografia de Peter Wilhelm Lund, a quem idealizou uma homenagem por meio de uma cápsula do tempo, enterrada em local duvidoso, no centro de Belo Horizonte. As contribuições da Academia de Ciências de Minas Gerais ao campo da arqueologia e paleontologia e da redescoberta das pesquisas de Lund começam a ser reconhecidas só agora no século XXI, pois muito do que foi escrito até então por paleontólogos subsequentes desconsidera o contexto histórico, científico, da formação acadêmica e de financiamento que esse grupo de naturalista enfrentou. Independente da metodologia científica amadora, esse grupo de deu significativa contribuição ao resgate desse patrimônio paleontológico mineiro.

## Modernismo
Aníbal Mattos foi um protagonista do desenvolvimento artístico em Minas Gerais. Apesar de ser citado como um acadêmico, seu papel como criador da base estética e de um ambiente cultural fortalecido e rico, tanto para o ensino, quanto para a apreciação e produção de arte, com inúmeras exposições coletivas e formação de associações e sociedades artísticas na pacata capital mineira, vem sendo revisto e novos estudos têm o apontado como uma peça fundamental, pavimentando o caminho para a própria chegada do modernismo em Minas Gerais. Mattos é citado por Cristina Ávila como responsável pela apresentação da artista modernista Zina Aita, que integrou o movimento da Semana de 1922. Seu filho, Haroldo Mattos, estudou com Alberto da Veiga Guignard, na famosa Escola do Parque, centro do ensino da pintura modernista em Belo Horizonte. Em 1936, a exposição organizada por Mattos no Teatro Municipal foi confrontada com o mais bem-sucedido Salão do Bar Brasil, que ao expor em um ambiente não formal, reivindicava mais liberdade e irreverência, características da produção jovem e moderna da época. Essa segunda exposição, apesar da resistência que encontrou, marcou o Modernismo em Minas Gerais. Apesar disso, nunca houve ressentimento contra a figura de Mattos por parte dos Modernistas, muito pelo contrário, em termos pessoais, ele parece ter sido uma pessoa bastante querida. Mais tarde, foi a união dos Modernistas com os Academicistas, seguidores de Aníbal Mattos, que deu origem ao Salão Municipal de Belas Artes de Belo Horizonte.
A análise das pinturas de Aníbal Mattos também revela que tratá-lo como um "academicista tradicionalista" é bastante equivocada, e talvez resulte do estudo de poucas pinturas disponíveis em acervos públicos. Segundo Silva, "suas paisagens e marinhas se aproximam daquelas pintadas pelos paisagistas modernos europeus e ainda das paisagens brasileiras retratadas com a força renovadora dos artistas que participaram do Grupo Grimm."
De acordo com Leonardo Figolli e colaboradores, o poeta Carlos Drummond de Andrade, em um texto sob o pseudônimo de "Antônio Crispim", intitulado "Do artista desconhecido", recomendava à juventude artística belo-horizontina não ir ao Louvre e diz: "rapazes, ide ao Municipal", onde ocorria a Sétima Exposição Geral de Belas Artes, com curadoria de Aníbal Mattos. "Observemos ali o belo, tocante esforço mineiro no sentido de realizar qualquer coisa que seja o reflexo de nossas preocupações artísticas em período de câmbio vil e de vida cara, que não são propriamente matéria para alimentar os sonhos. Defende uma arte livre, não presa a modelos e escolas de arte; valoriza aquela arte feita em varanda e aquele artista que não protesta nem se suicida e admira Aníbal Mattos, que tem uma pertinácia incrível e heroica".

## Legado institucional
Aníbal Mattos foi um dos fundadores da Escola de Arquitetura e Belas Artes da Universidade de Minas Gerais da qual se tornou professor. Atuou, também, como fundador da Biblioteca Mineira de Cultura, das Edições Apollo e do Centro de Proteção do Patrimônio Histórico e Artístico Mineiro, tendo lutado pela fundação de museus históricos locais em Ouro Preto, Diamantina, São João Del Rei e Belo Horizonte. Foi, ainda, membro e presidente do Instituto Histórico e Geográfico de Minas Gerais e, em 1936, presidente da Academia Mineira de Letras. Em 1931 foi presidente do Clube Atlético Mineiro e do Rotary Club de Belo Horizonte em 1948.
Aníbal Mattos publicou diversos livros, tanto sobre arte (incluindo desenho e arte indígena) e monumentos histórico culturais, quanto peças teatrais e literais, em prosa ou verso:
- O Sábio Dr. Lund e a Pré-história Americana (1933)
- Mestre Valentim e Outros Estudos (1934)
- Arte Colonial Brasileira (1936)
- Monumentos Históricos, Artísticos e Religiosos de Minas Gerais (1935)
- História da Arte Brasileira (1937)
- Das Origens da Arte Brasileira (1937)
- Pré-história Brasileira (1938)
- Peter Wilhelm Lund no Brasil (1941)
- A raça de Lagoa Santa (1941)
- Arqueologia de Belo Horizonte (1947)
- O Homem das Cavernas em Minas Gerais (1961).

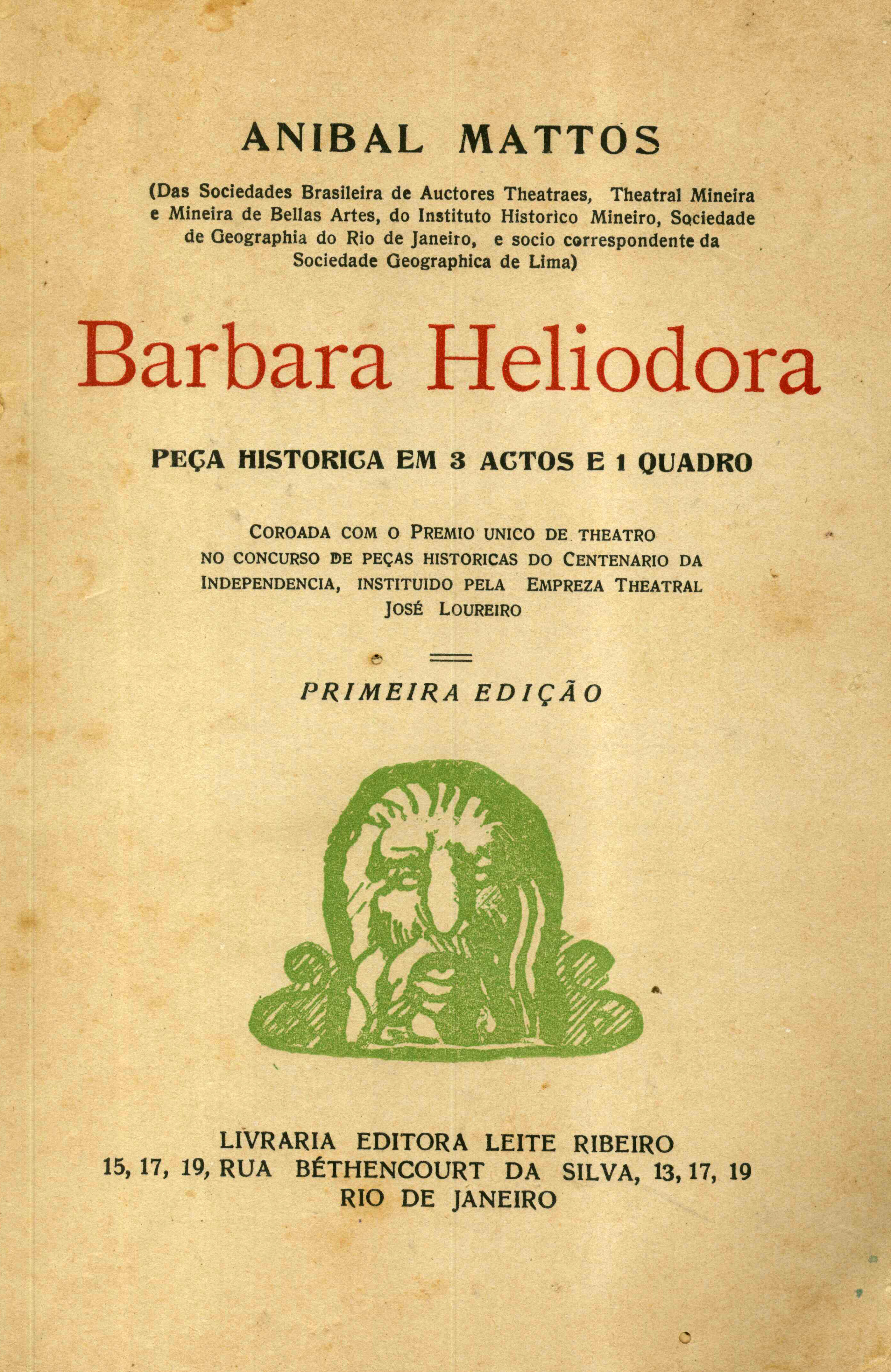
Capa da peça "Bárbara Heliodora" de Aníbal Mattos. Cópia encontrada no acervo do Museu Municipal Tomé Portes del-Rei, em São João del-Rei, MG.

Como teatrólogo, recebeu o primeiro lugar no concurso aberto de peças históricas, com a peça Bárbara Heliodora, promovido pela empresa José Loureiro, RJ (1914). Recebeu ainda a medalha de prata, ENBA (1916); medalha de bronze, SNBA (1925); grande medalha de prata, SNBA (1926). Em 1933 foi condecorado pelo governo italiano com a Cruz da Cavalaria da Coroa por sua peça teatral Anita Garibaldi e, em 1934-35, recebeu o Prêmio de Teatro da Academia Brasileira de Letras, RJ. Em 1960 recebeu medalha de bronze comemorativa do centenário de nascimento de João Pinheiro, no Instituto Histórico e Geográfico de Minas Gerais. Em 1965, recebeu o título de Cidadão Honorário de Belo Horizonte e, em 1967, o diploma de Honra ao Mérito pelos relevantes serviços prestados à cidade de Belo Horizonte em prol do seu desenvolvimento artístico. Aníbal também foi nomeado para a Academia Mineira de Letras, ocupando a cadeira nº 37.

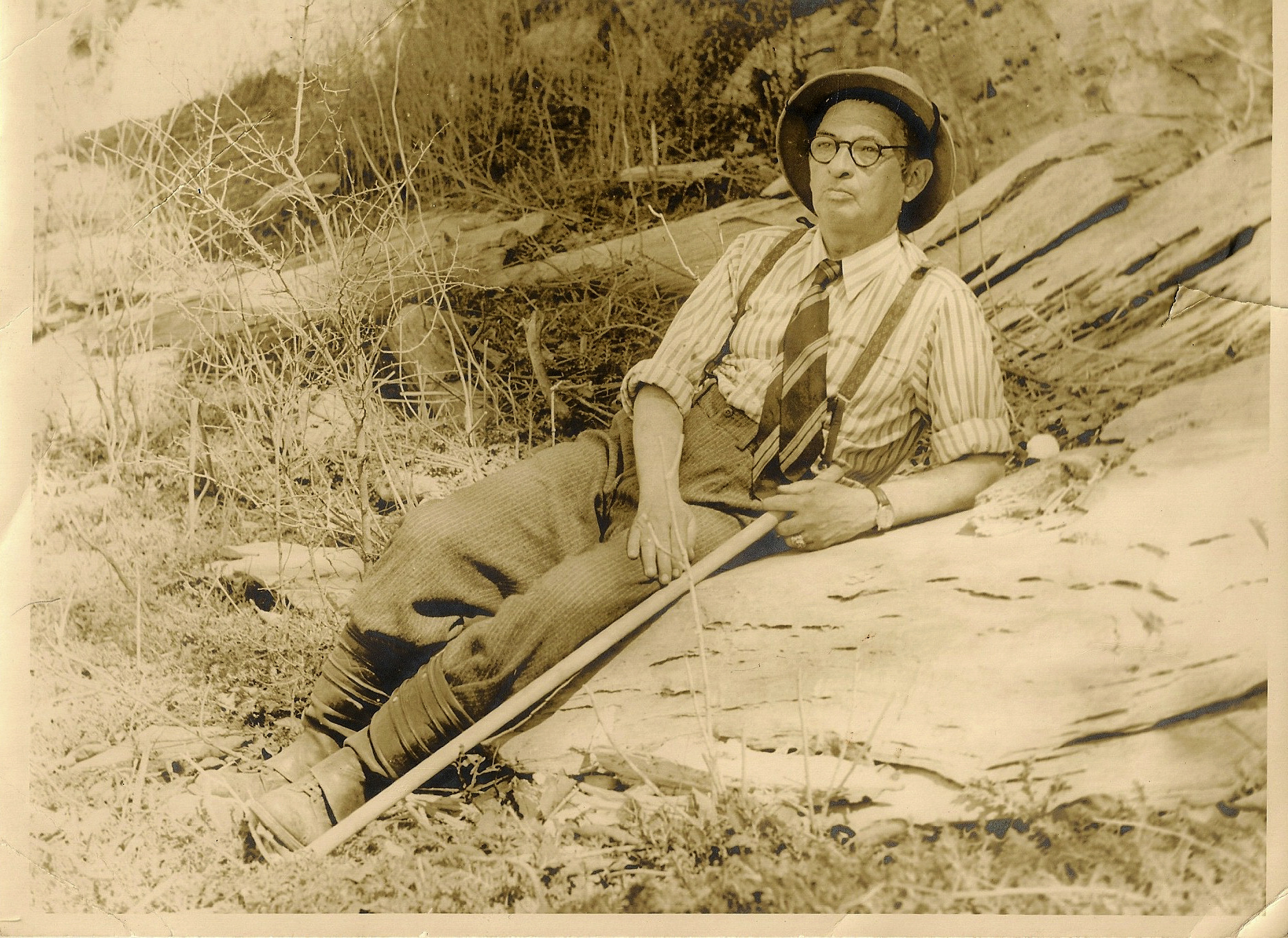
Aníbal Mattos em trabalho de campo na região de Lagoa Santa, MG.